# دار سيار (الحد)

تعديل مصدري - تعديل

دار سيار هي إحدى قرى عزلة الحد بمديرية الحد التابعة لمحافظة لحج، بلغ تعداد سكانها 159 نسمة حسب تعداد اليمن لعام 2004.